# Heringhausen (Diemelsee)
Heringhausen is een plaats in de Duitse gemeente Diemelsee, deelstaat Hessen. Heringhausen ligt in het Upland, een onderdeel van het Sauerland.
Heringhausen is gelegen in het natuurpark Diemelsee. Het gelijknamige stuwmeer is aangelegd tussen 1912 en 1924 in het riviertje de Diemel. Omdat het stuwmeer warmte vasthoudt, kent Heringhausen een mild microklimaat. De plaats is door de overheid erkend als officieel luchtkuuroord.

## Etymologie
De naam Heringhausen is een samenstelling van het woord inghüsen en de persoonsnaam Hard(i)/Hardo, en heeft daarmee de betekenis van "bij de huizen van de mensen van Hard(i)/Hardo". In de oorkondes van de abdij van Kaufungen wordt de plaats omschreven als Hardinghuson (1023), Herdinchußen, Herdynckhusen en Hertighusin. In andere oorkonden komt Heriwardeshuson (1043) voor. De oudste kerkklok vermeldt het jaartal 1674 en de naam Herdinghausen.

## Geschiedenis
De oudste vondsten dateren uit de jonge steentijd. Vanaf de 5e eeuw v.Chr. bewonen Keltische stammen het gebied. Deze La Tène-periode wordt opgevolgd door Germaanse stammen als de Cherusken en de Chatten. Ook Sugambren en Marsi waren aanwezig in de regio. Rond 690 lag het gebied binnen de invloedssfeer van de Angrivariërs, een volk dat onderdeel uitmaakte van de Saksen, waarmee de streek in het grensgebied kwam te liggen van de Saksen en het Frankische Austrasië. Vanuit Eresburg werd de streek gekerstend. In de 9e eeuw werd het gebied onderdeel van het Hertogdom Franken. Heringhausen lag binnen Pago Itherga, de Ittergau, en viel kerkelijk onder Paderborn.
Op de goederenlijst van de abdij van Kaufungen uit 1023 werd de plaats Hardinghuson als schenking van keizer Hendrik II aan het klooster vermeld.
In 1565 ging Heringhausen over naar het graafschap Waldeck. De reformatie kreeg vanaf 1542 voet aan de grond in Heringhausen. In 1738 telde de plaats twintig huizen. In 1822 werd een aantal van 206 inwoners genoemd. Bij de volkstelling van 1885 werd vastgesteld dat Heringhausen 32 huizen telde en 212 inwoners.
Na de Maartrevolutie werd Heringhausen op 23 mei 1849 in de achtste kieskring van het vorstendom Waldeck-Pyrmont ingedeeld door regentes Emma, weduwe van George II van Waldeck-Pyrmont.
Van 1918 tot 1929 was Heringhausen onderdeel van de Vrijstaat Waldeck-Pyrmont, waarna het bij de Pruisische provincie Hessen-Nassau werd gevoegd. In 1945 viel de plaats binnen de Amerikaanse bezettingszone, die het gebied indeelde bij de nieuwe provincie Groot-Hessen. Op 1 december 1946 kwam Heringhausen onder de nieuwe deelstaat Hessen.
Op 31 december 1971 werd Heringhausen met twaalf andere gemeentes samengevoegd tot de nieuwe gemeente Diemelsee.
Heringhausen kent meerdere zogenaamde Wüstungen, oftewel verlaten nederzettingen. Op de voormalige woonplaats Giffelde ligt tegenwoordig een camping. De plaats Kotthausen wordt vermeld in 1107 als ‘’Cothusun’’. In 1497 staat Kotthausen echter al bekend als verlaten woonplek. Eind 19e eeuw staan er alsnog twee huizen en telt de plaats acht inwoners. Het plaatsje Ratmaringhausen is geheel verdwenen.

## Bezienswaardigheden
De St.-Barbara-Kirche is rond 1100 gebouwd in romaanse stijl en is een voorbeeld van een zogenaamde weerkerk.
De ‘langste bank van Hessen’ betreft een 26,42 meter lange bank die is gemaakt uit de stam van een douglasspar.

## Economie en toerisme
Heringhausen beschikt over een zwembad. Langs de oever van de Diemelsee zijn er stranden en promenades. Tevens is er een jachthaven en zijn er diverse campings. Op de Diemelsee worden rondvaarten gehouden.
In de omgeving zijn diverse wandel- en fietsroutes.

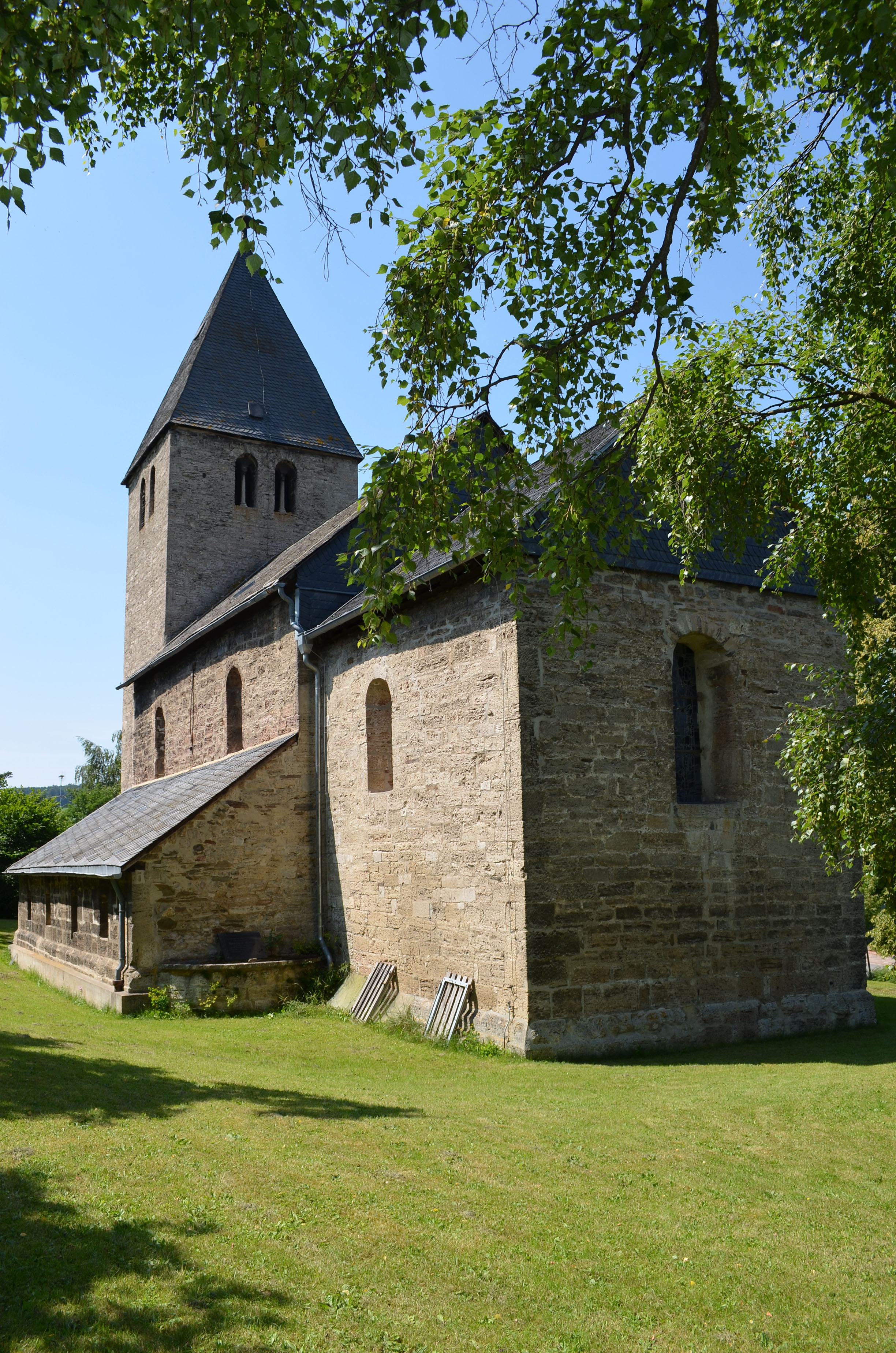
Sint Barbarakerk
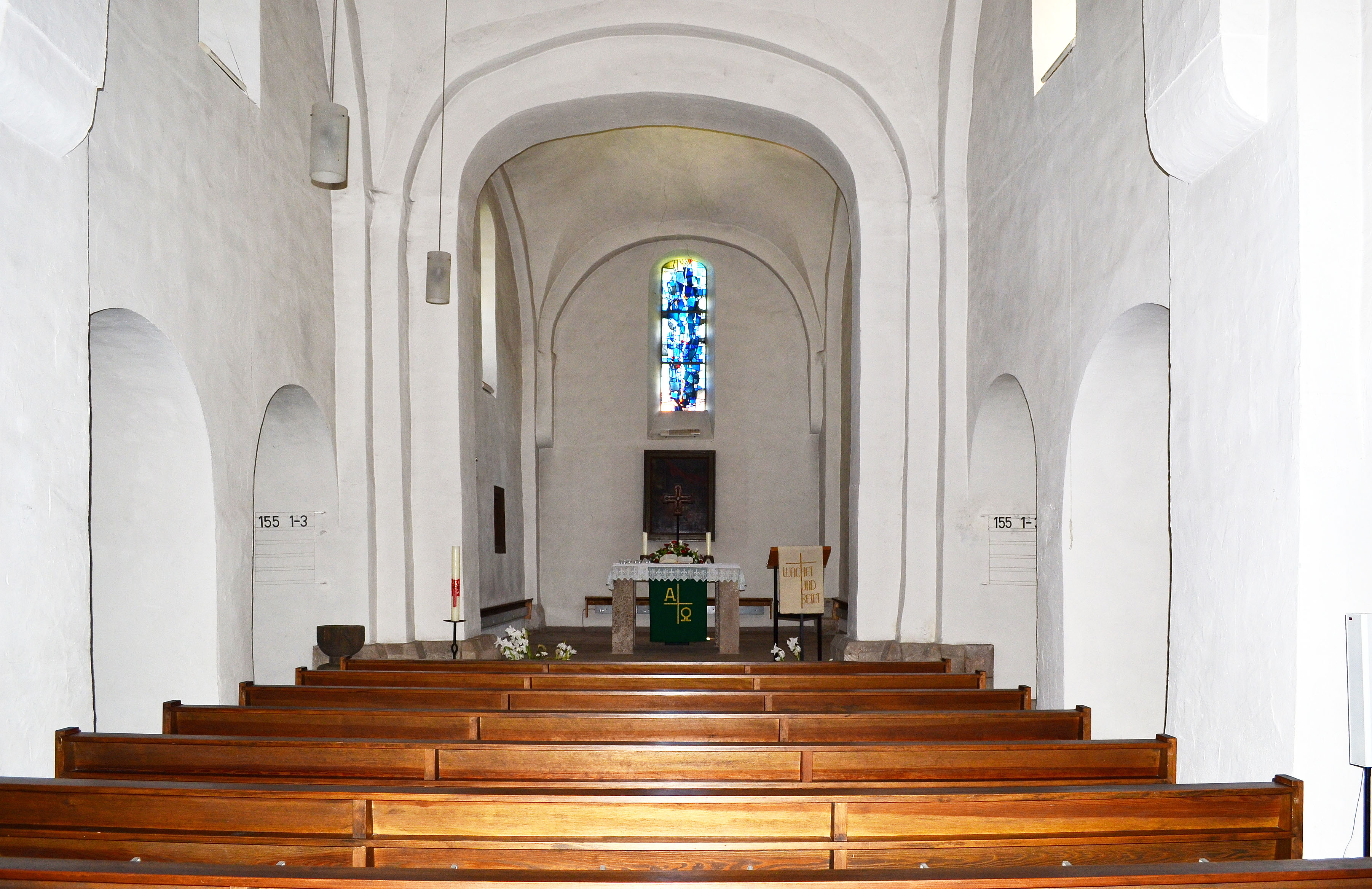
Het altaar van de Sint Barbarakerk
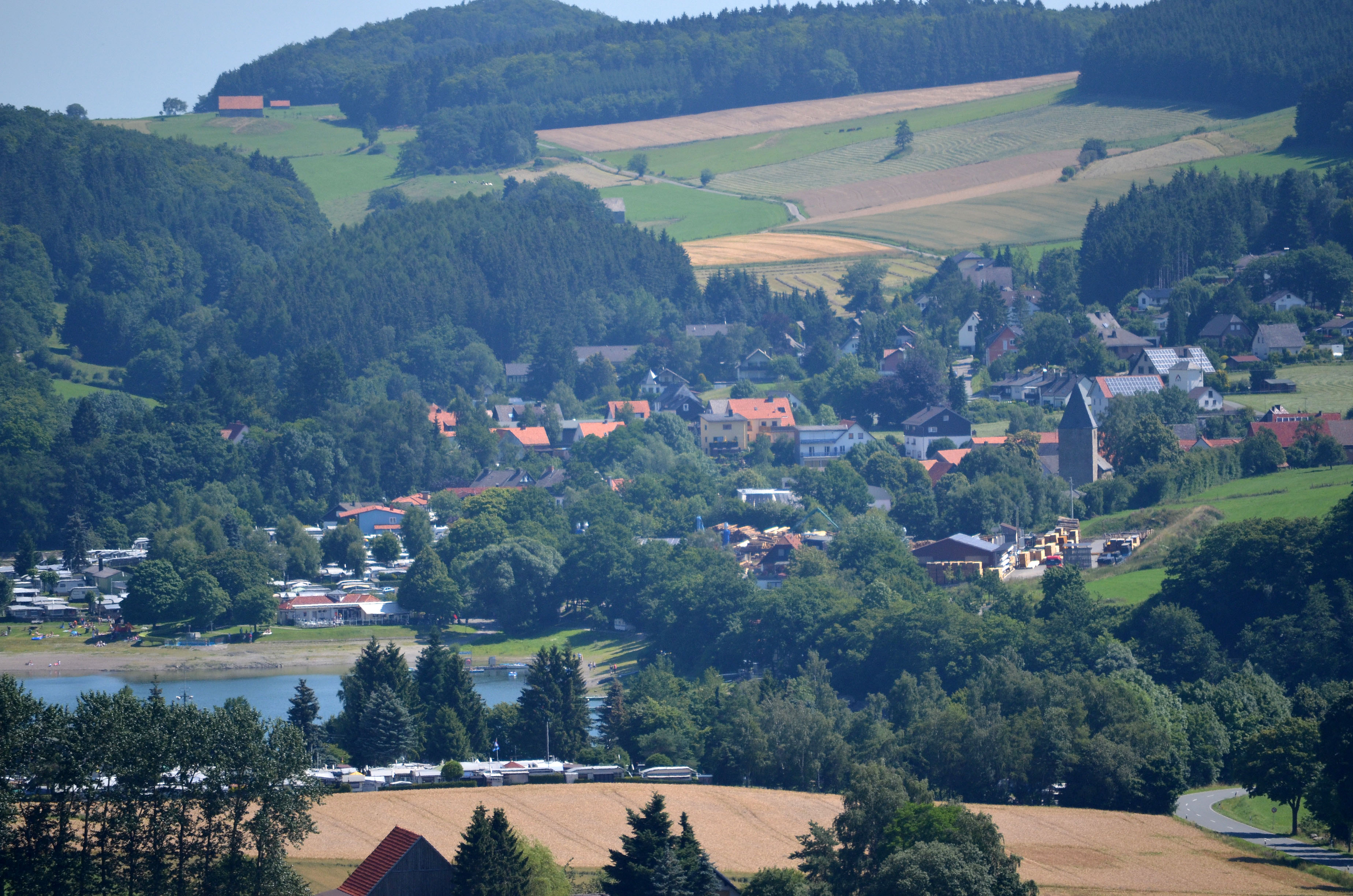
Zicht op Heringhausen (2012)